# スタッド・デュ・ペイ・ド・シャルルロワ
スタッド・デュ・ペイ・ド・シャルルロワ (Stade du Pays de Charleroi)は、ベルギーのエノー州シャルルロワにあるスタジアム。スポルティング・シャルルロワのホームスタジアムとなっている。収容人数は24,891人。

## 概要
1999年、翌年に行われるEURO 2000の為に改修。そのEUROではホストスタジアムとして3試合が行われた。

## 重要な試合

### UEFA欧州選手権2000
- 6月13日：グループC - セルビア・モンテネグロ 3-3 スロベニア
- 6月17日：グループA - イングランド 1-0 ドイツ
- 6月20日：グループA - イングランド 2-3 ルーマニア

### 2003-04UEFAカップ
- 9月24日 ラ・ルヴィエール 0-0 SLベンフィカ

### 2006 FIFAワールドカップ・ヨーロッパ予選グループ
- 2004年9月4日  ベルギー 1-1 リトアニア